# کودورو

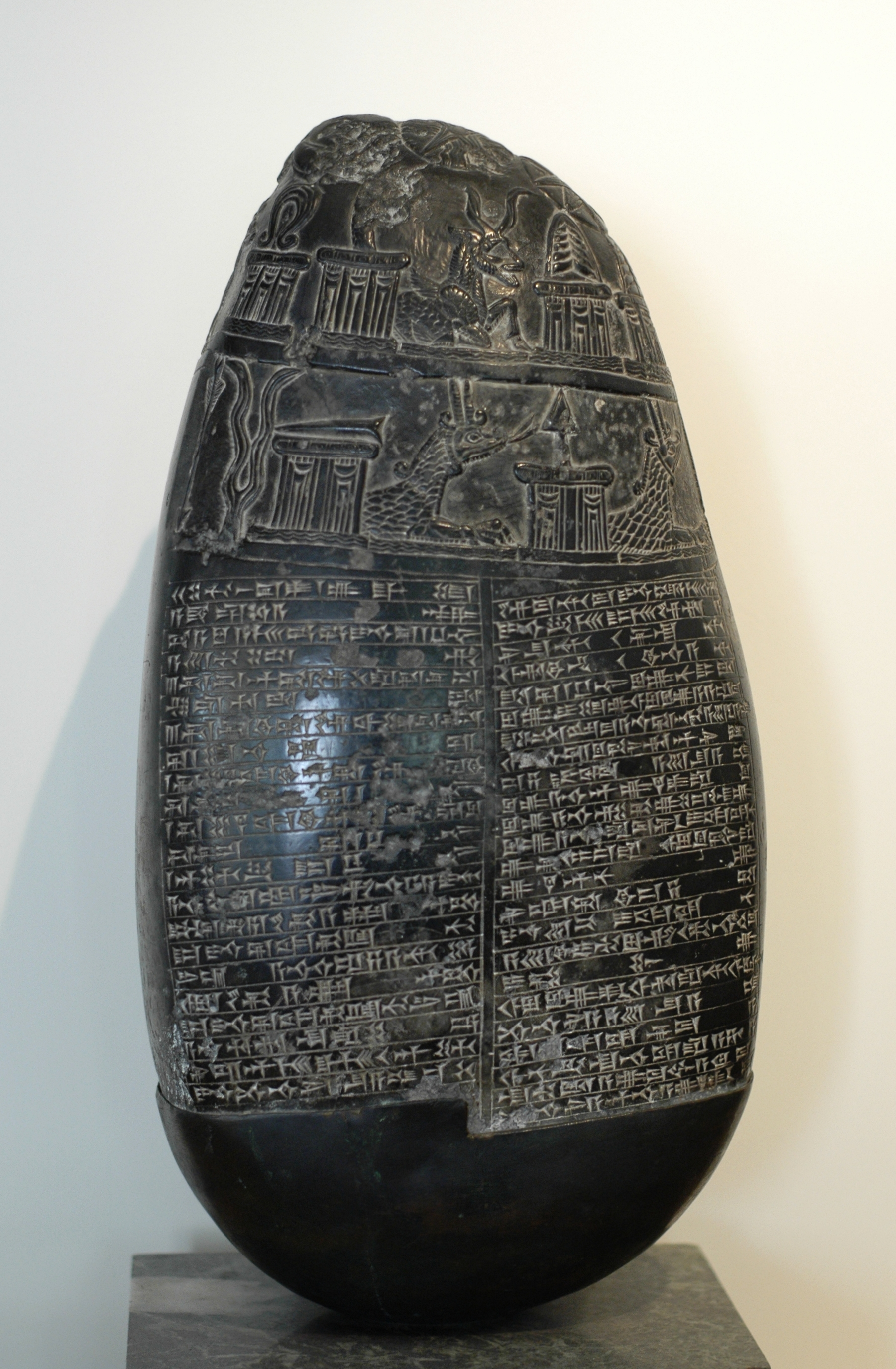
کودوروی بابلی مربوط به اواخر دوره‌ی کاسیان که به دست گیاه‌شناس فرانسوی، آندره میشاوکس در نزدیکی بغداد یافت شد. (کابینت د مدایلیز، پاریس)

کودورو (Kudurru) یا سنگ مرز نوعی سند و مدرک سنگی بوده که برای تعیین حد و مرز زمین‌ها از آن استفاده می‌شده‌است. این مدارک سنگی، هبه و اعطای زمین‌ها به رعایا و دست نشاندگان از سوی کاسی‌ها را در بابل باستان بین قرون شانزدهم و دوازدهم قبل از میلاد نشان می‌دادند. کلمه کودورو در زبان اکدی یعنی «مرز، حد، سرحد» (در عبری gader، در عربی جدر و جدار یعنی دیوار). کودوروها تنها آثار هنری به‌جامانده از دوره‌ی حکمرانی کاسی‌ها در بابل هستند و در موزه لوور پاریس و موزه ملی عراق نگهداری می‌شوند. پادشاه کاسی، این مدرک سنگی را برای نشان دادن تصمیمش در بخشش زمین‌ها و املاک به رعایا و دست‌نشاندگانش به کار می‌برده‌است. نسخه اصلی کودورو در معبد نگه داشته می‌شد و یک نسخه گلی به دارنده‌ی زمین داده می‌شد تا همه بدانند که این زمین به طور قانونی به فلان کس تعلق دارد.
در کودوروها تصاویر نمادینی از خدایان به کار می‌رفت که از پیمان و تصمیم مورد بحث حمایت و پشتیبانی می‌کردند و لعنت و نفرین می‌کردند کسانی را که این عهد و پیمان را بشکنند. همچنین برخی از سنگ مرزها تصویری از پادشاهی را که زمین را بخشیده بود، دربرداشتند. از آنجایی که کودورو مطالب یا تصاویر فراوان و مبسوطی را شامل می‌شد، آنها را بر روی قطعات بزرگی از سنگ حک می‌کردند. این سنگ‌ها بیضی شکل یا ستون مانند بودند. بیش از هشتاد کودورو در بازه‌ی زمانی حدود ۱۳۷۰ پیش از میلاد تا سده هفتم پ.م. تاکنون شناسایی شده‌است.

## نگارخانه

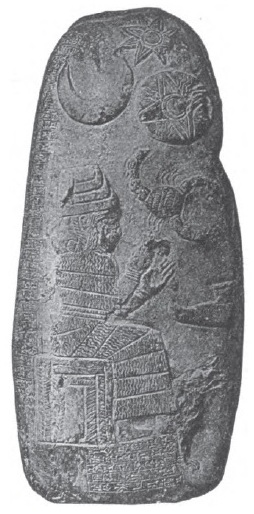
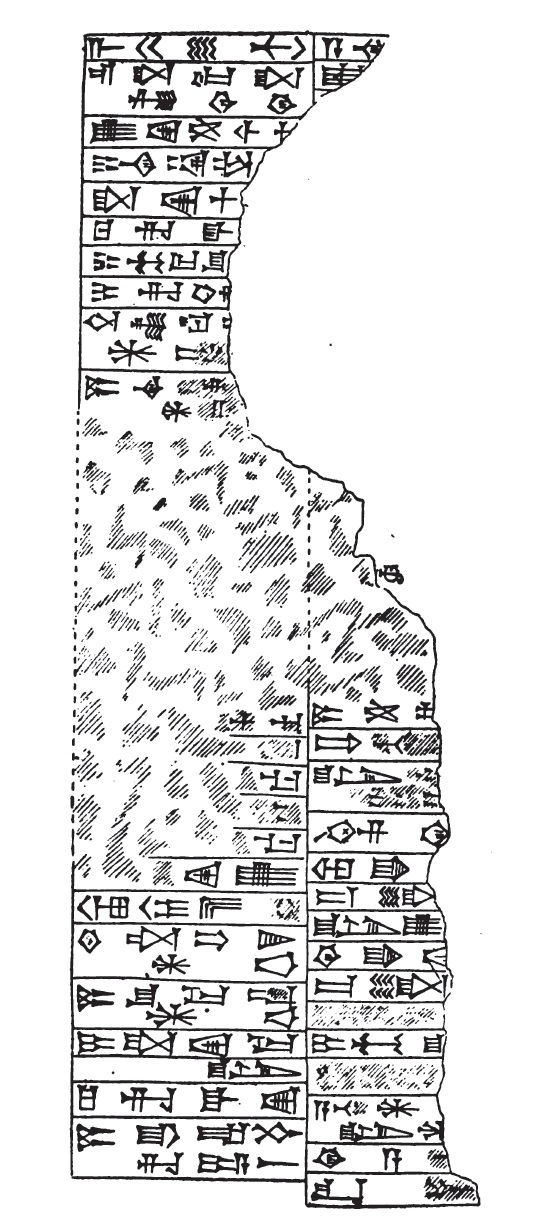
متن نوشته‌ی روی یک کودورو
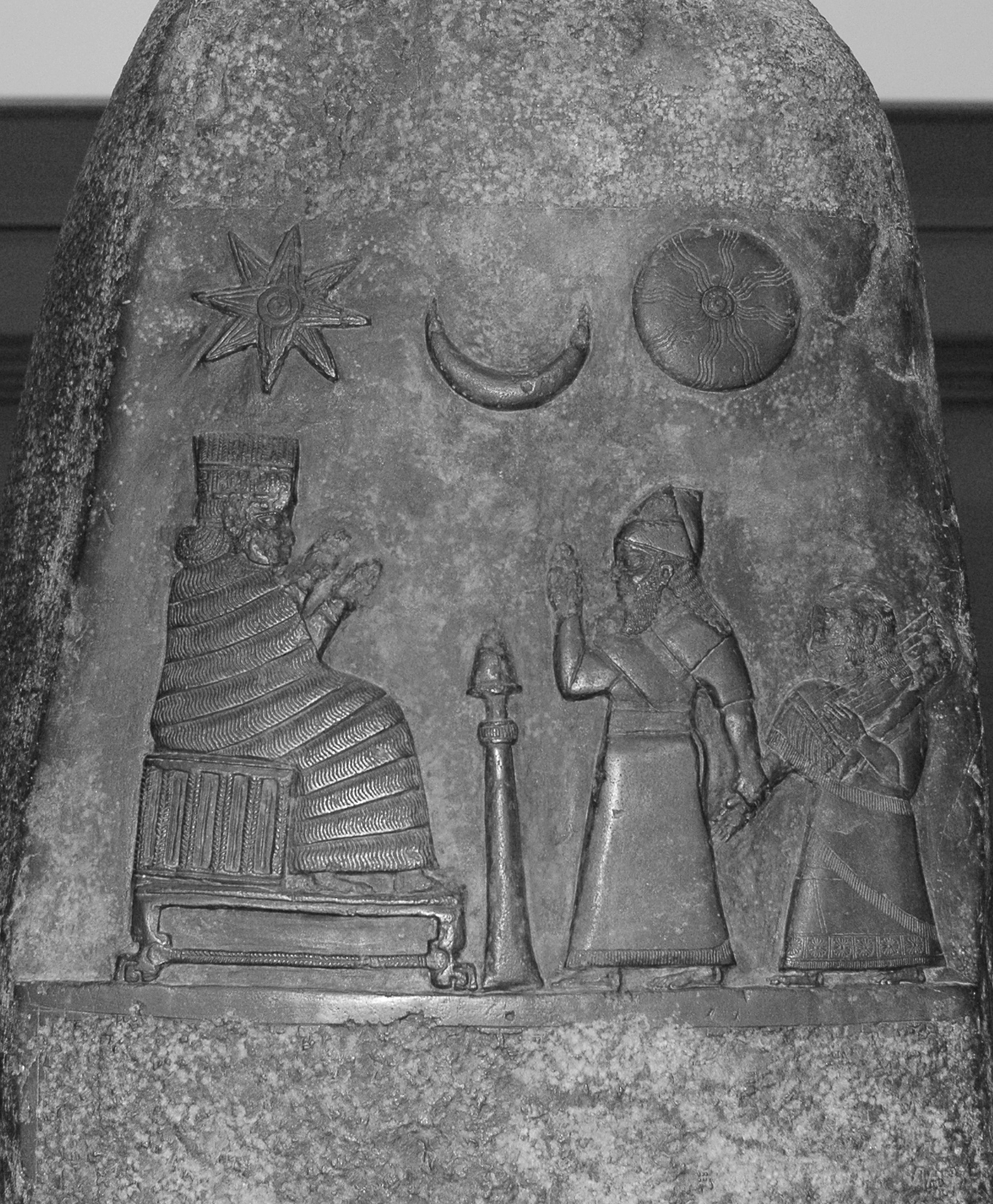
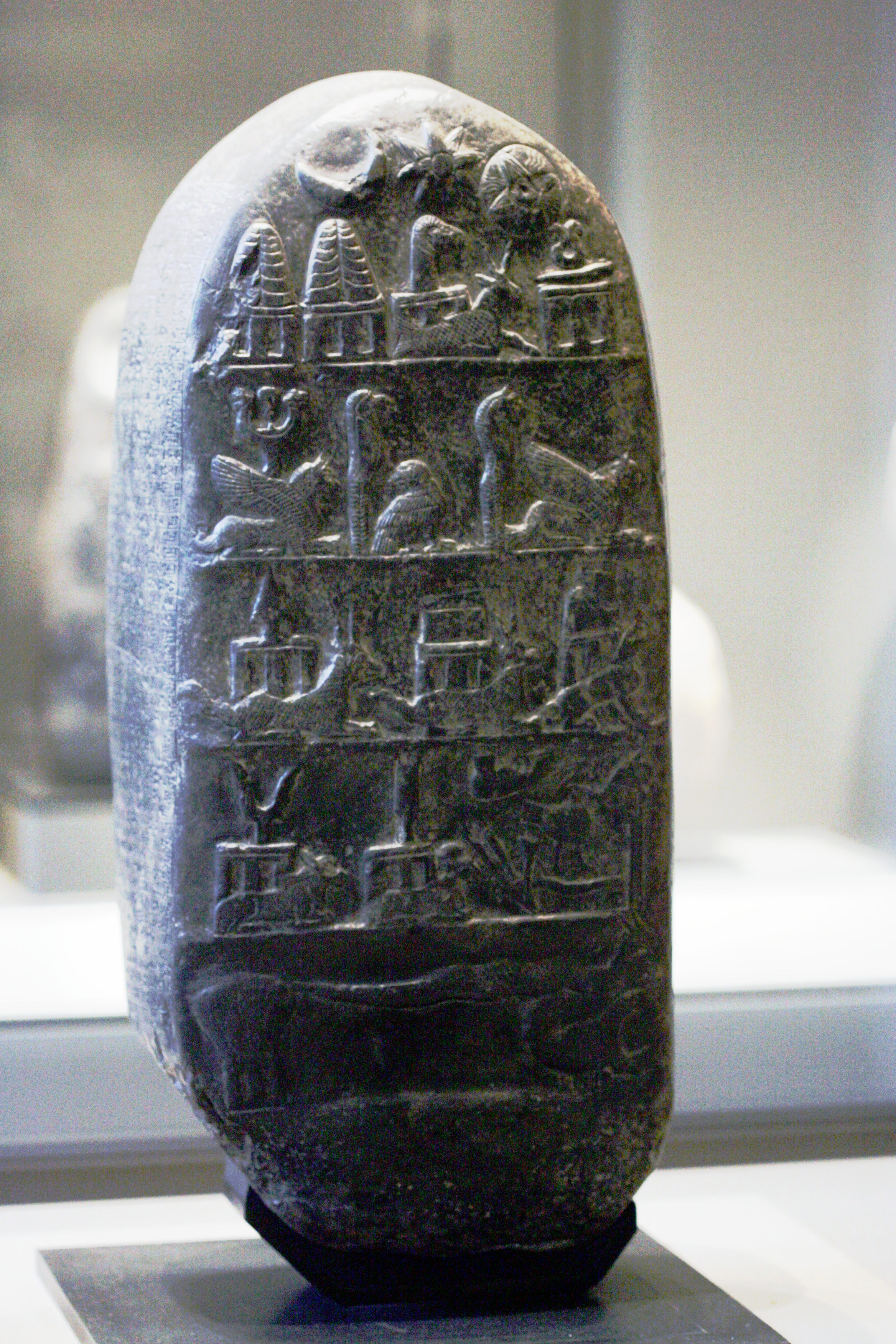
کودورویی که اعطای زمینی به مردوک-اپل-ایدین اول را روایت می‌کند و اکنون در موزۀ لوور نگهداری می‌شود.
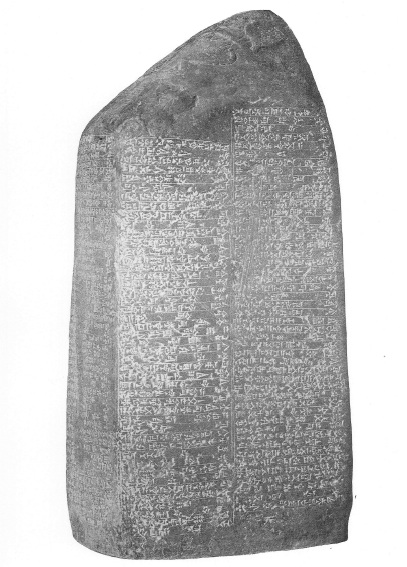
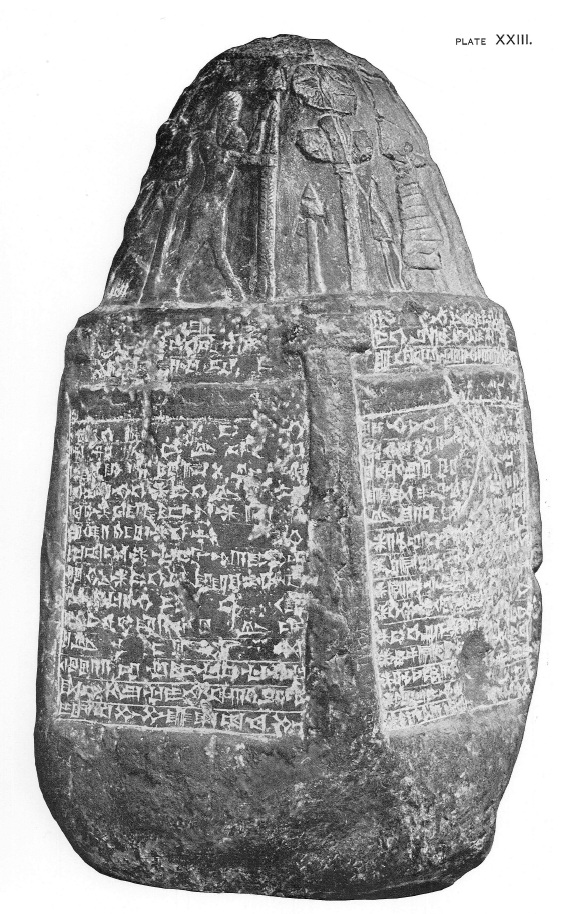
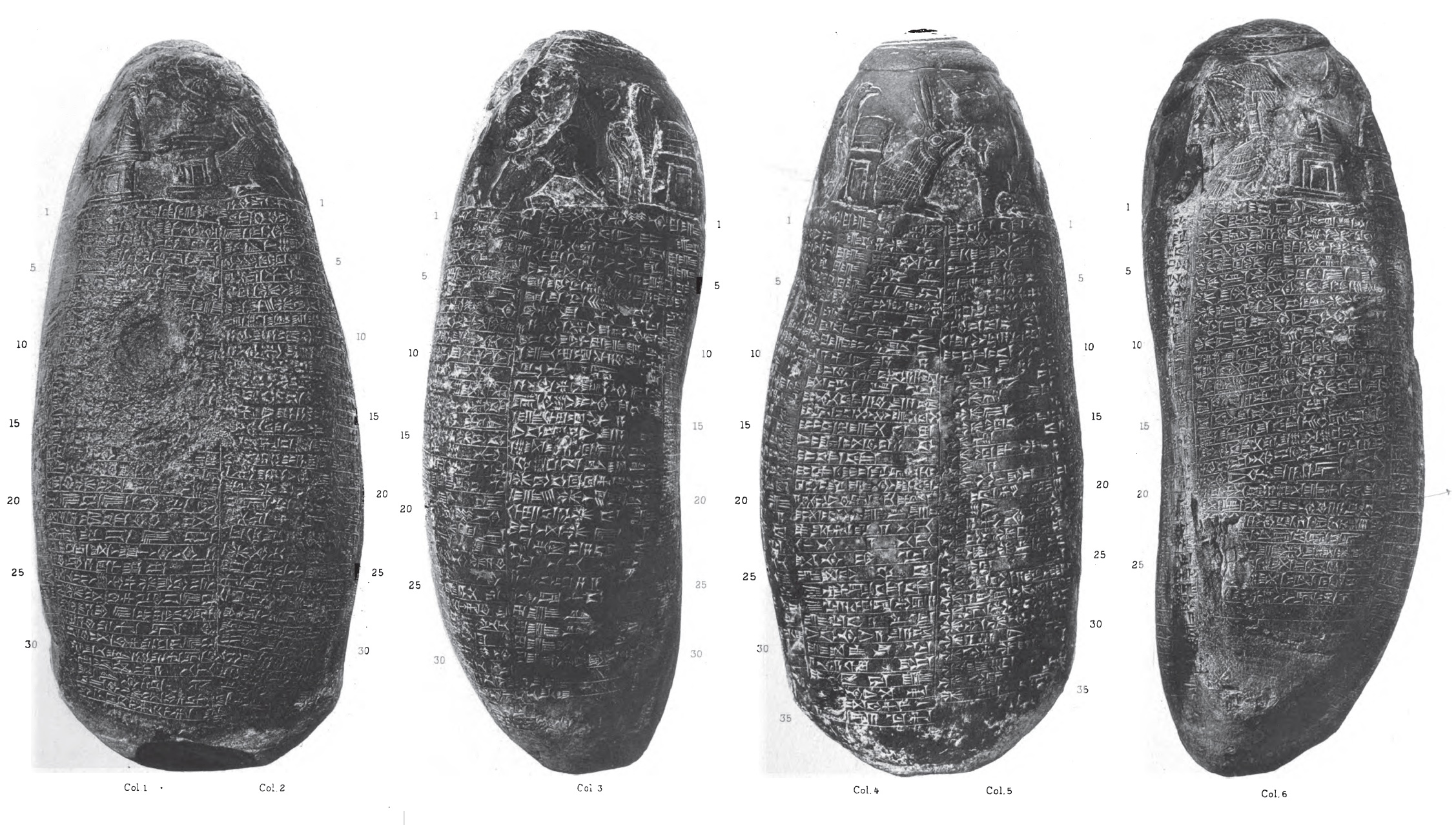
کودوروی مربوط به بخشش زمین از سوی مردوک-اپل-ایدین اول
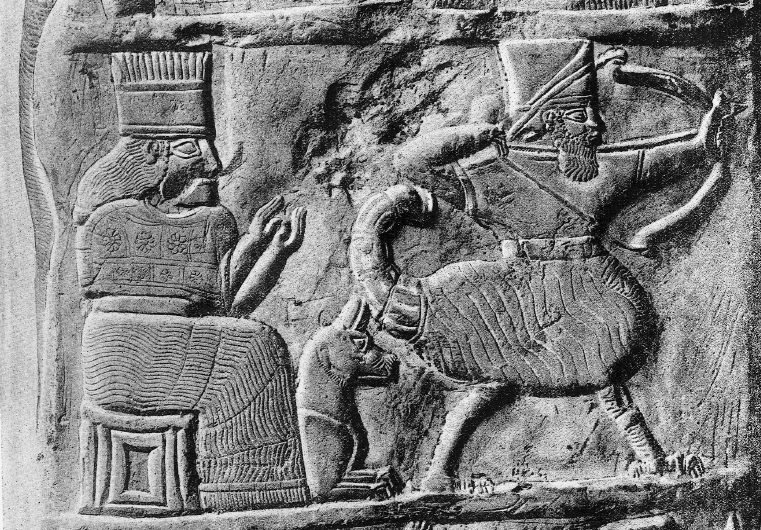
کودوروی نبوکد نصر اول
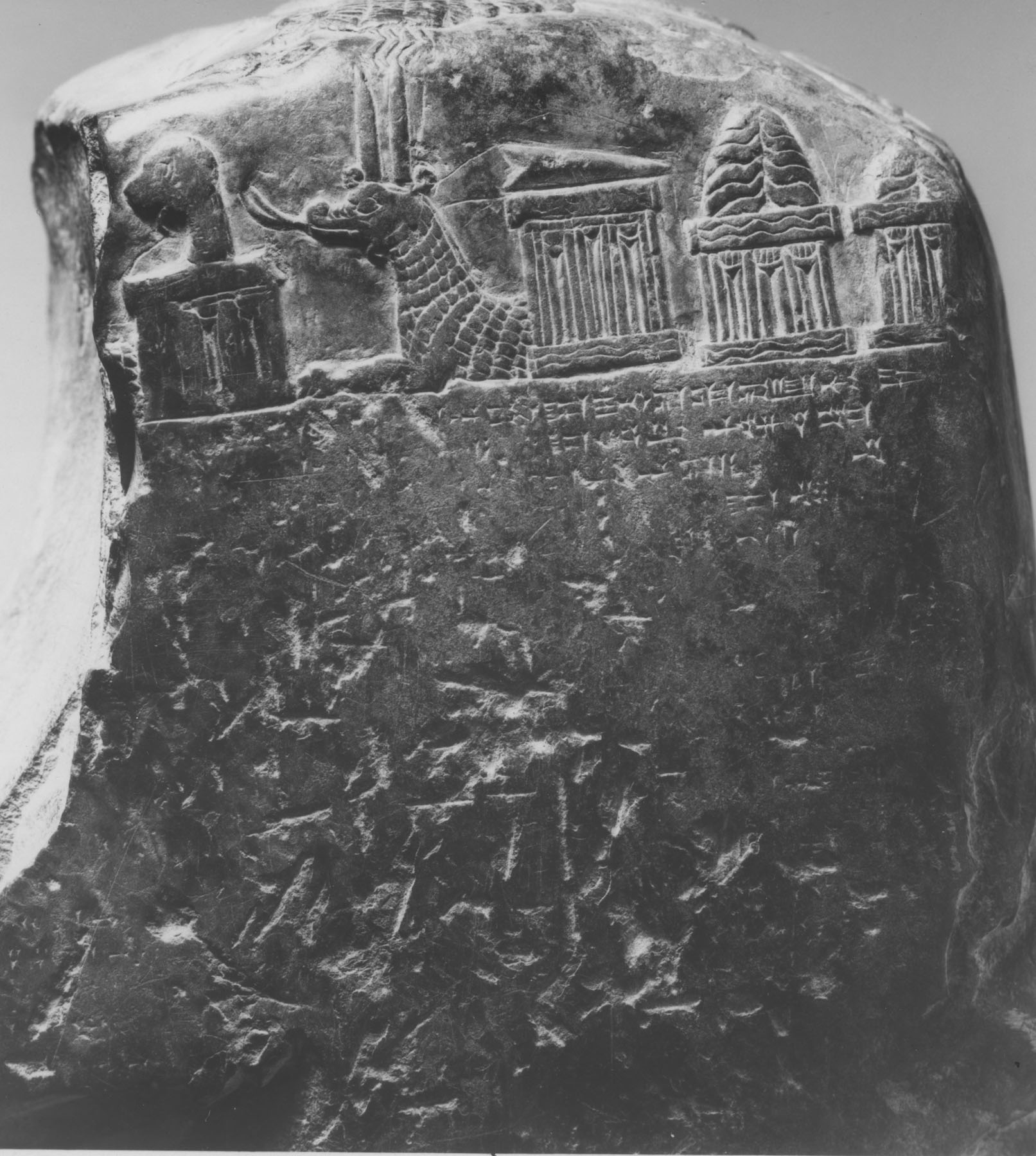
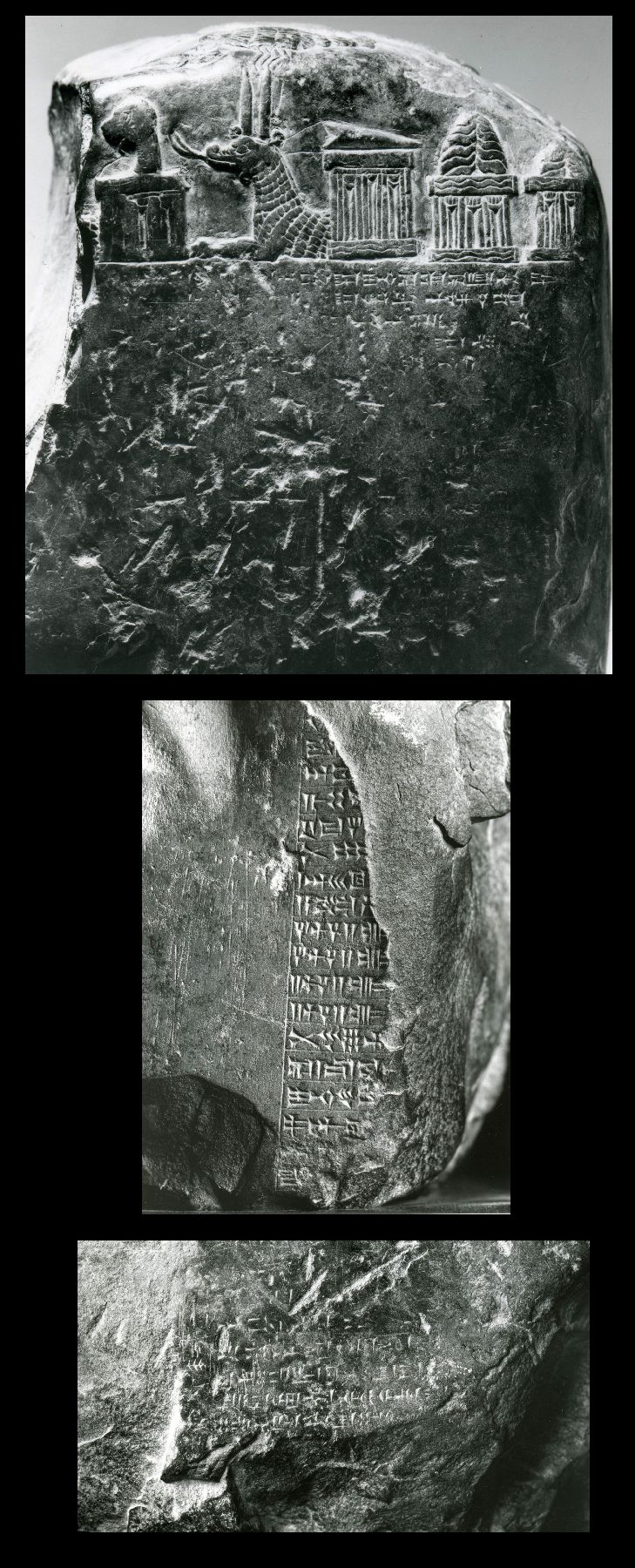
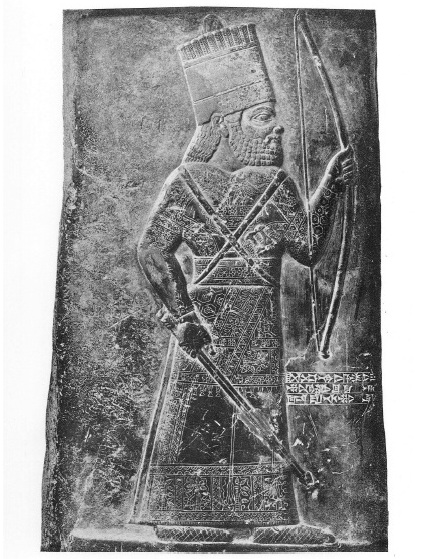
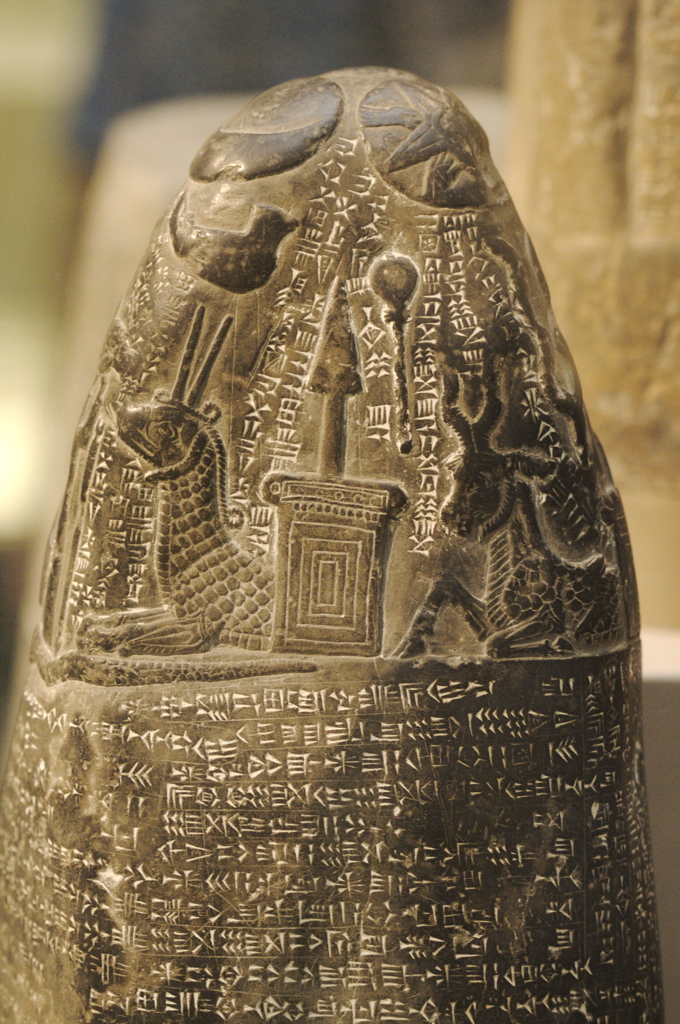
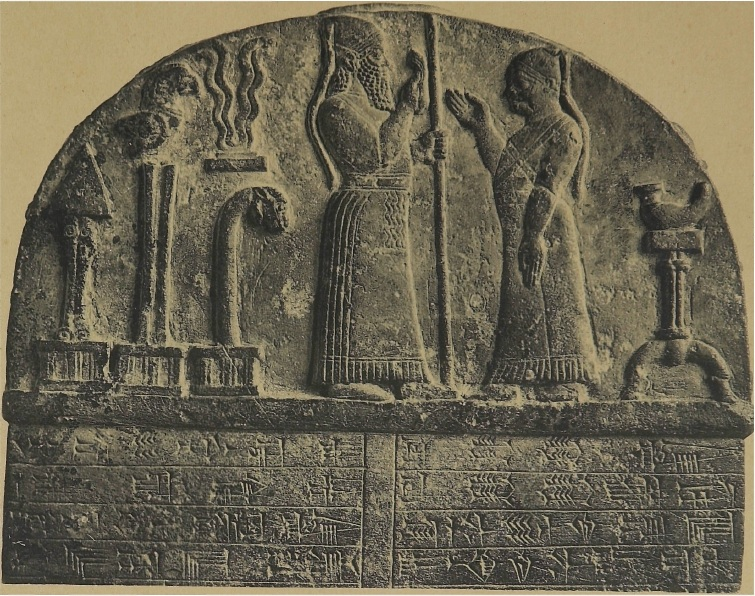
یکی از کودوروهای مردوک-زاکیر-شومی اول که واگذاری زمینی از سوی پادشاه بابل را به فردی به نام Ibni-Ištar به خاطر معبد ائانا در اوروک روایت و تصدیق می‌کند.
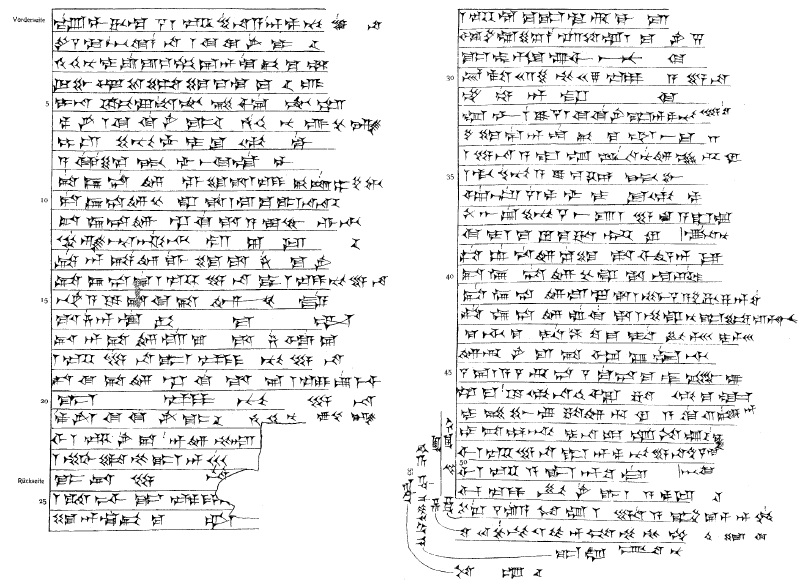
کودورویی که درباره‌ی فروش زمینی در نزدیکی Dilbat است و به سال یازدهم سلطنت مردوک-زاکیر-شومی اول مربوط می‌شود.
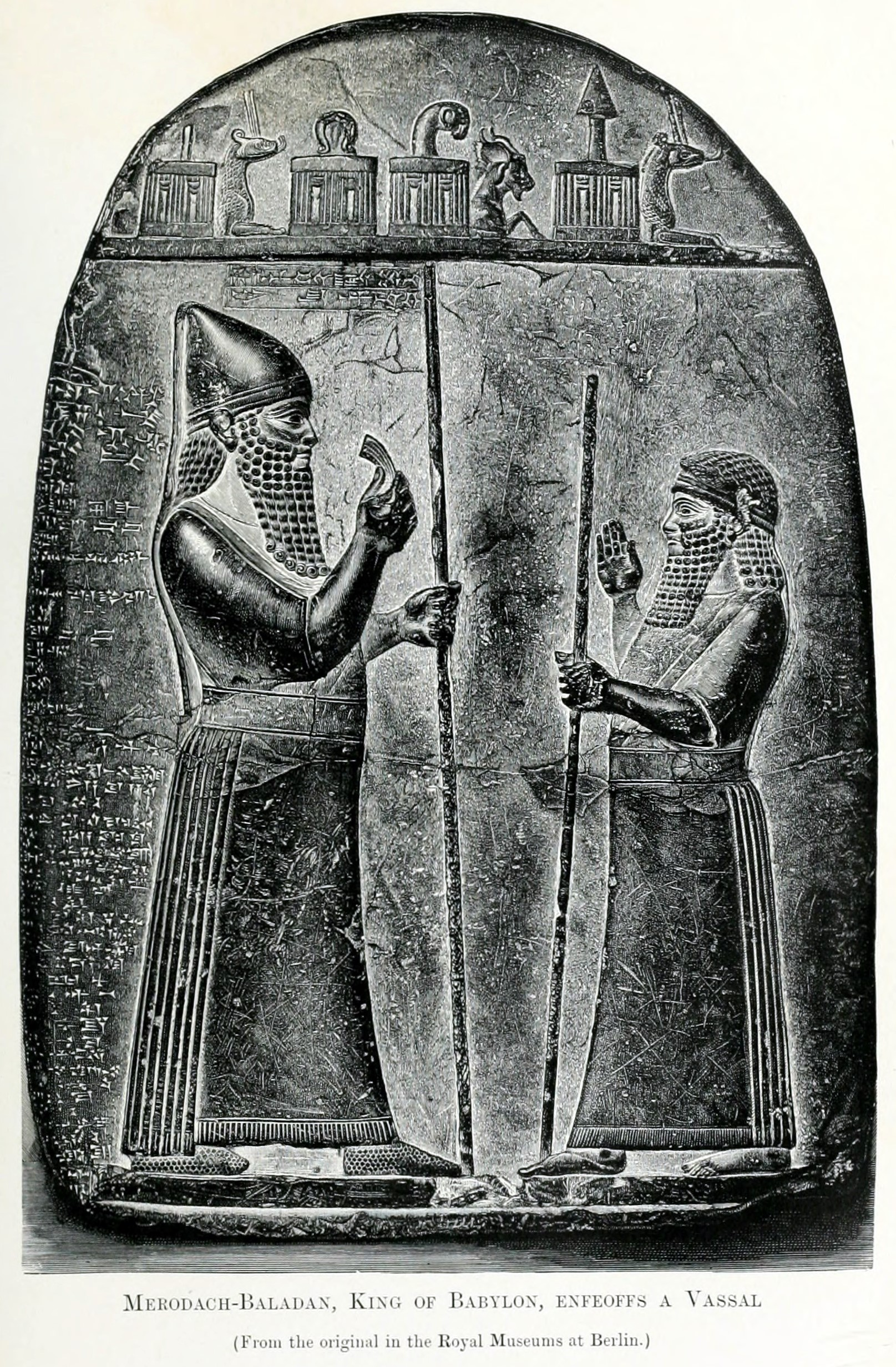
مردوک-اپل-ایدین دوم پادشاه بابل در حال بستن عهدی با یکی از حاکمان دست نشانده‌اش